# Liste der Monuments historiques in Boustroff
Die Liste der Monuments historiques in Boustroff führt die Monuments historiques in der französischen Gemeinde Boustroff auf.

## Liste der Bauwerke
| Bezeichnung | Beschreibung            | Standort                | Kennzeichnung | Schutzstatus | Datum | Bild |
| ----------- | ----------------------- | ----------------------- | ------------- | ------------ | ----- | ---- |
| Beinhaus    | aus dem 16. Jahrhundert | neben der Kirche (Lage) | PA00106741    | Classé       | 1990  |      |